# Heinz Waibl
Heinz Waibl (Verona, 21 dicembre 1931 – Schio, 19 agosto 2020) è stato un grafico e designer italiano.

## Biografia
Entrò sin da giovane in contatto con grandi maestri della grafica e del design frequentando lo Studio Boggeri e lo studio BBPR. Dopo aver abbandonato gli studi al Politecnico di Milano per dedicarsi alla professione di graphic designer, diventò assistente di Max Huber dove realizzò grafiche per la Standa, esecutivi per i manifesti de la Rinascente, per Gasparotto, Innocenti, Borsalino, e il logo FLOS. Nel 1956 ricevette il Compasso d’Oro, la Rinascente. Ebbe una segnalazione d’onore per il progetto Scafaletto Jolly di produzione Artform.
In seguito lavorò come libero professionista nel secondo scenario della Milano del secondo dopoguerra realizzando numerosi marchi, manifesti ed immagini coordinate.
Nel 1967 raggiunse a Chicago Massimo Vignelli, che conosceva sin da ragazzo, e lavorò alcuni anni per la Unimark International lavorando, fra gli altri, per J.C. Penney, Levi’s e Transunion.
Tornato a Milano nel 1971 iniziò ad insegnare visual design presso la Scuola Politecnica di Design assieme a Bob Noorda, Max Huber e altri, e nel 1974 fondò con Laura Micheletto lo Studio Signo, acquisendo presto clienti come Cinzano, Max Meyer, Venini Venezia, Nava Milano, BTicino.
Nel 1994 diventò presidente del comitato italiano AGI.
Nel 2001 spostò lo Studio Signo da Milano a Schio, dove continuò la sua carriera.

## Riconoscimenti
- Premio Compasso d'oro  nel 1956